# Margarete Boos
Margarete Boos (* 21. Juli 1954 in Reutlingen) ist eine deutsche Psychologin.

## Leben
Boos legte 1972 in Bonn das Abitur ab und studierte anschließend Sozialwissenschaften und Mathematik an der Universität Bonn, wo sie 1979 die Erste Philologische Staatsprüfung ablegte. Anschließend war sie freie wissenschaftliche Mitarbeiterin beim Informationszentrum Sozialwissenschaften in Bonn und arbeitete für die Datenbanken FORIS – Forschungsinformationssystem Sozialwissenschaften und die SOLIS – Sozialwissenschaftliches Literaturinformationssystem.
1983 wurde sie im Fach Soziologie zur Dr. phil. promoviert. Zwischen 1984 und 1986 führte sie als freie Mitarbeiterin wissenschaftliche Untersuchungen für das Institut für angewandte Sozialwissenschaft in Bad Godesberg durch. Von 1985 bis 1990 war sie wissenschaftliche Mitarbeiterin und stellvertretende Projektleiterin im Teilprojekt B4 des Sonderforschungsbereichs 221 „Verwaltung im Wandel“ an der Universität Konstanz. Ab 1990 war Boos wissenschaftliche Assistentin am Lehrstuhl Sozialpsychologie in Konstanz. Nach ihrer Habilitation 1993 im Fach Psychologie wurde sie 1995 als ordentliche Professorin für Wirtschafts- und Sozialpsychologie an die Universität Göttingen berufen.